# Joahim Gutkeled
Joahim  Gutkeled (madžarsko Gutkeled Joakim, hrvaško  Joakim Pektar) je bil hrvaško-ogrski  velikaš in ban cele Slavonije, * ni znano, † april 1277 pri Stjeničnjaku, Hrvaška.
Bil je iz nemške dužine Gutkeled, sin slavonskega bana in štajerskega kapitana Štefana, in glavni peharnik kralja Béle IV. Leta 1270 je postal ban cele Slavonije. Naslednje leto je bil imenovan tudi za splitskega kneza. Zaradi spora z ogrskim kraljem Štefanom V., v katerem je bil ugrabljen prestolonaslednik Ladislav IV., je bil leta 1272 odstavljen. Med vladavino mladoletnega kralja Ladislava IV. je z njegovo materjo Elitzabeto Kumansko upravljal Ogrsko kraljestvo.
Leta  1272 je ponovno poslal ban cele Slavonije, vendar je kmalu zatem predal svoje dolžnosti in postal magister tavernikov. Leta 1274 se je pridružil uporu ogrskih in slavonskih velikašev proti kralju Ladislavu IV., zaradi česar je izgubil vse časti.  Že naslednje leto se je s kraljem spravil in postal njegov svetovalec in leta 1276 znova ban cele Slavonije.
V Slavoniji je bil v stalnih sporih z drugimi velikaškimi družinami, zlasti z Babonići. V enem od spopadov z njimi je bil ubit. 